# Acústico (álbum de Banda Calypso)
Acústico  é o sétimo álbum de estúdio e décimo segundo de carreira do conjunto musical brasileiro Calypso, lançado em 9 de junho de 2008, pela Som Livre. O projeto apresenta versões acústicas dos melhores temas da banda e seis músicas inéditas. "Doce Mel" e "Gritar de Amor" foram lançadas como singles. A Associação Brasileira dos Produtores de Discos (ABPD) – atualmente Pro-Música Brasil (PMB) – o condecorou com disco de ouro pelas vendas superiores a 50 mil unidades.
Em uma análise crítica, um editor do Tribuna da Imprensa, sentiu que ao serem retrabalhadas em formato acústico, as faixas "acabam se pasteurizando musicalmente e, ao final da audição, fica a sensação que as músicas se repetem, sem muita criatividade nas harmônias". Concluindo que: "De qualquer forma, Acústico pode ser uma boa porta de entrada para o universo musical da banda, cafona e over para os preconceituosos, mas idolatrada por uma multidão".

## Faixas
| N.º            | Título               | Compositor(es)                                                   | Duração |  |
| 1.             | "Homem Perfeito"     | Alberto Gaitan Ricardo Alfredo Gaitan Nicolas Tovar Carla Mendes | 4:03    |  |
| 2.             | "Doce Mel"           | Edu Luppa                                                        | 3:29    |  |
| 3.             | "Paixão Machucada"   | Alexandre Jeferson Andrade                                       | 3:05    |  |
| 4.             | "Máquina do Tempo"   | Chrystian Lima Ivo Lima Elivandro Cuca                           | 3:39    |  |
| 5.             | "Anjo"               | Louro Santos                                                     | 3:45    |  |
| 6.             | "Estrela Dourada"    | Marquinhos Maraial Beto Caju                                     | 3:12    |  |
| 7.             | "Fórmula Mágica"     | Tonny Brasil                                                     | 3:30    |  |
| 8.             | "Viagem Louca"       | Tivas Beto Caju                                                  | 3:43    |  |
| 9.             | "As Horas Teimam"    | Edu Luppa                                                        | 3:37    |  |
| 10.            | "Mais Uma Chance"    | Edilson Moreno Glayse Dominguez                                  | 3:55    |  |
| 11.            | "Eu Sonhei"          | Chrystian Lima Ivo Lima                                          | 3:39    |  |
| 12.            | "Não Faz Sentido"    | Tonny Brasil                                                     | 3:24    |  |
| 13.            | "Lembro de Você"     | Chrystian Lima Ivo Lima                                          | 3:30    |  |
| 14.            | "Faço Tudo Por Você" | Marquinhos Maraial Edu Luppa                                     | 4:17    |  |
| 15.            | "Gritar de Amor"     | Ronery                                                           | 3:34    |  |
| Duração total: | Duração total:       | Duração total:                                                   | 51:42   |  |

## Certificações
| País / Certificadora       | Certificação | Vendas  |
| -------------------------- | ------------ | ------- |
| Brasil (Pro-Música Brasil) | Ouro         | 100.000 |